# Francisco II Gonzaga
Francisco II Gonzaga, em italiano Francesco II Gonzaga (10 de agosto de 1466 – 29 de março de 1519, foi um governante italiano, Marquês de Mântua de 1484 até à sua morte.

## Biografia
Nascido em Mântua, Francisco era filho do Marquês Frederico I Gonzaga. Inicialmente um condottiero, comandou o exército Veneziano de 1489 a 1498. Ele era comandante em chefe do exército da liga italiana na batalha de Fornovo, embora sob a tutela de seu tio Ridolfo Gonzaga, na altura um experiente capitão: apesar de inconclusiva, a batalha teve pelo menos o efeito de empurrar o exército de Carlos VIII de França para lá dos Alpes.
Francisco era descrito como "baixo, com olhos esbugalhados e nariz arrebitado, e excecionalmente corajoso, e era visto como o melhor cavaleiro de Itália".
Mais tarde, foi rival dos Venezianos, como chefe da Liga de Cambrai formada contra eles pelo Papa Júlio II. Nesse ocasião foi capturado pelos Venezianos que o mantiveram como refém durante alguns meses e o humilharam, readquirindo a sua liberdade ao entregar o seu filho Frederico II Gonzaga como refém a Roma. Este ato foi a causa da sua hostilidade perpétua contra essa cidade, e recusou qualquer pedido subsequente para regressar ao comando dos seus exércitos.
Durante a sua ausência, Mântua foi governada pela sua mulher Isabella d'Este, com quem casara em 12 de fevereiro de 1490. Sob o seu governo, Mãntua conheceu um grande splendor cultural, com a presence na cidade de célebres artistas como Andrea Mantegna e Jacopo Bonacolsi. Francisco mandou construer o palácio de S. Sebastião onde o Triunfo de César de Mantegna veio a ser colocado.
Em 1503, iniciou uma longa relação com Lucrécia Bórgia.
Ao morrer, por sifilis contraído de prostitutas, foi sucedido pelo filho Frederico II Gonzaga, com Isabella como regente. Outro filho, Ferrante I Gonzaga originou a linha dos Duques de Guastalla (ver Gonzaga-Guastalla). A sua doença impediu-o de reconhecer que a sua mulher o havia eclipsado.

## Família
Do seu casamento com Isabel d'Este, nasceram 8 crianças:
1. Leonor (Eleonora), casada com Francisco Maria I, Duque de Urbino.
2. Margarida (Margherita), nascida em 1496.
3. Lívia (Livia), (1501-1508).
4. Hipólita (Ippolita) (1503-1580), freira no convento Dominicano de S. Vincenzo.
5. Frederico (Federico) , que sucedeu ao pai como Marquês de Mântua,(1500-540), inicialmente noivo de Maria Paleóloga mas, que veio a casar com a irmã desta, Margarida Paleóloga.
6. Hércules (Ercole), (1506-1565), veio a ser Cardeal.
7. Ferrante (Ferrante ou Ferdinando), (1507-1557), casou com Isabel de Cápua.
8. Livia, mais tarde conhecida como irmã Paula (1508-1569)

## Representações na Cultura Popular
Em 2011, na série televisia Os Bórgias, Francisco Gonzaga era interpretado pelo ator Patrick O'Kane, onde o Duque de Mântua não era casado com Isabella d'Este, mas em vez disso, com uma perigosa mulher chamada Bianca.